# 杨宗欣
杨宗欣（1924年—），男，山东乳山人，中华人民共和国政治人物，曾任西藏自治区革命委员会副主任，西藏自治区人民政府副主席。